# Questia Online Library
Questia este o bibliotecă digitală comercială de cărți și articole, care are o orientare academică, cu un accent special pe cărțile și articolele din domeniul științelor umaniste și științelor sociale. Întregul conținut al tuturor cărților și articolelor prezente pe situl Questia este disponibil pentru abonați; site-ul include, de asemenea, instrumente de cercetare integrate.

## Istoria companiei
Questia, cu sediul în Chicago, Illinois, a fost fondată în 1998 și a fost achiziționată de compania Gale, divizie a grupului Cengage Learning, în ianuarie 2010.

## Servicii
Questia oferă unele informații în mod gratuit, inclusiv mai multe lucrări aflate în domeniul public, informații privind publicarea, pagina de cuprins, prima pagină a fiecărui capitol, căutări booleene în conținutul bibliotecii și scurte bibliografii ale cărților și articolelor disponibile pe 6.500 de subiecte.
Questia nu vinde dreptul de proprietate asupra cărților sau e-book-urilor, ci vinde mai degrabă abonamente lunare sau anuale care permit accesul online temporar la toate cele peste 78.000 de cărți și peste 9.000.000 de ziare, reviste și articole de ziar aflate în colecția ei. Cărțile au fost selectate de către bibliotecari universitari dintre lucrările cu autoritate științifică în domeniile lor. Bibliotecarii au realizat, de asemenea, aproximativ 7.000 de subiecte frecvente de căutare. Biblioteca este specializată mai mult pe cărți și articole în domeniul științelor sociale și umaniste, conținând multe texte istorice mai vechi. Împărțirea originală pe pagini a fost menținută. Serviciul Questia are, de asemenea, instrumente pentru a crea în mod automat citate și bibliografii, ajutându-i pe utilizatori să citeze corect materialele folosite.
O limitare a bibliotecii Questia este că noile completări sunt disponibile doar într-o versiune „beta”. Spre deosebire de versiunea anterioară a Questia, aceste completări noi împiedică utilizatorii să copieze text în mod direct de pe site, deși o pagină poate fi tipărită gratuit. Se percepe un anumit tarif pentru tipărirea mai multor pagini.
Questia a lansat un blog Q&A în 21 septembrie 2011. Blogul Q&A este împărțit în următoarele categorii: „Education news”, „Student resources„ și „Subjects”. „Subjects” este defalcat astfel încât cititorii să poată găsi un conținut specific în funcție de nevoile academice.
Questia a lansat o aplicație pentru iPhone în 2011, care a fost extins pentru iPad în anul următor. Apoi, în ianuarie 2013, Questia a lansat tutoriale, inclusiv clipuri video și teste grilă, pentru a-i învăța pe studenți procedeul de cercetare.

## Critici
Questia a fost criticată în 2005 de către bibliotecarul Steven J. Bell pentru că se consideră o bibliotecă cu specific academic, dar se concentrează pe artele liberale și îi tratează pe utilizatori mai degrabă drept clienți. Mai mult decât atât, susține Bell, Questia nu angajează bibliotecari profesioniști sau cadre didactice. Deși unii dintre angajații săi au obținut titluri științifice în domeniul biblioteconomiei, ei nu lucrează și nici nu colaborează cu universitățile pentru a elabora colecții care să servească categorii distincte de studenți.

## Legături externe
- „Official Website”. Arhivat din original la 22 mai 2015. Accesat în 7 iulie 2018.
- „Questia School”.